# Charles Urban
Charles Urban, född 15 april 1867, död 29 augusti 1942, var en brittisk-amerikansk filmproducent och filmdistributör, och en av de viktigaste personerna inom brittisk film före första världskriget.
Han var en pionjär vad gällde dokumentär, utbildning, propaganda och vetenskapliga filmer, och är känd för sitt framgångsrika arbete för färgfilmen.